# Jožef Meglič
Jožef Meglič, slovenski rimskokatoliški duhovnik in pesnik, * 6. marec 1855, Šmihel, Novo mesto, † 5. februar 1898, Budan v Istri, Hrvaška.
Rodil se je očetu Janezu in materi Mariji (rojeni Tučaj). Meglič je leta 1875 po končani gimnaziji vstopil v misijonarsko družbo sv. Vincencija v Gracu, študiral teologijo in bil 1880 posvečen v duhovnika. Prvo službo je nastopil na Dunaju, od leta 1882 do 1889 je služboval v Celju, nato iztopil iz družbe in bil do smrti kurat v Budanu v Istri.
Pod psevdonimom Dr. Bratoljubič Domobranski je izdal zbirko pesmi Biser — ljubav (Lj. 1896), s katero bi rad bil »vsem Slovencem — da, če bi bilo možno, vsem Slovanom v prid, slavo in srečo«. V uvodu k zbirki govori o vprašanjih rime in pravopisa; nato slede razne lirične in epične pesmi ter »iskrice in pušice«.  Pesniška vrednost je majhna, veliko pa slovansko navdušenje. Knjigo je posvetil »J.J. Strossmayerju, Jugoslovanu par excellence«, in še t. i. »velikanom, prvakom i genijem« (naštetih je 23 imen slovanskih pisateljev in narodnih buditeljev, med njimi Miklošič, Krek in drugi). Izdal pa je tudi Sveti križ ali sveti križni pot za premišljevanje in molitev v pesniški obliki, pomnožen z navadnimi molitvami in pesnimi (Lj. 1893)